# Temnora congoi
Temnora congoi är en fjärilsart som beskrevs av Clark 1936. Temnora congoi ingår i släktet Temnora och familjen svärmare. Inga underarter finns listade i Catalogue of Life.